# Ronald Sassning
Ronald Sassning (* 7. Juli 1934; † 18. November 2017) war ein deutscher Historiker. Er beschäftigte sich bereits in der DDR mit der Biografie Ernst Thälmanns. Nach der Wende und friedlichen Revolution in der DDR legte er neue Dokumente zur Verhaftung Ernst Thälmanns vor und distanzierte sich von früheren, parteioffiziellen Darstellungen.

## Leben
Sassning studierte Geschichte an der Friedrich-Schiller-Universität Jena, war dort 1961 Wissenschaftlicher Assistent der Abteilung für Neueste und Zeitgeschichte am Historischen Institut und mit der Quellenedition zur 400-Jahr-Feier der Universität im Jahr 1958 befasst. 1971 war Sassning Lehrstuhlleiter an der Bezirksparteischule der SED in Bad Blankenburg.
Von 1973 bis 1976 studierte Sassning Gesellschaftswissenschaften an der Parteihochschule „Karl Marx“ beim Zentralkomitee der SED in Ost-Berlin. 1976 schloss er sein Studium als Diplom-Gesellschaftswissenschaftler ab. 1979 legte er an der Parteihochschule „Karl Marx“ bei Siegfried Vietzke, Karlheinz Pech und Gerhard Fricke seine Promotion A zum Thema „Der antifaschistische Widerstandskampf unter Führung der KPD in Deutschland nach der Stalingrader Schlacht (unter besonderer Berücksichtigung der illegalen politisch-ideologischen Aufklärungsarbeit der Partei bis zum Sommer 1943)“ vor. Anschließend wurde er ebendort wissenschaftlicher Oberassistent am Lehrstuhl für Geschichte der SED. Sassnings Promotion B erfolgte 1986 zum Thema „Ernst Thälmann und wir. Die historischen Leistungen Ernst Thälmanns - Vermächtnis der SED bei der weiteren Gestaltung der entwickelten sozialistischen Gesellschaft der DDR und für die Erhaltung des Weltfriedens“.
Von 1987 bis 1989 arbeitete Sassning als Dozent für die Geschichte der KPD an der Parteihochschule „Karl Marx“. 1990 wurde er wissenschaftlicher Mitarbeiter des Bundesschiedskommission der SED/PDS zur Rehabilitierung von Opfern des Stalinismus in der UdSSR und DDR.

## Werk
Sassning trat vor allem mit seinen Arbeiten zur Biographie Ernst Thälmanns hervor. 1985 zeichnete er für eine, so René Börrnert, „überdurchschnittlich glorifikatorisch gehaltene Jubiläumsschrift zu Thälmanns 100. Geburtstag Ernst Thälmann – das sind wir“ verantwortlich. Sassning habe Thälmann als „unsterbliche[n] Sohn“ in die kommunistische Gründungsliga gestellt, deren Stafette die SED-Führer übernommen hätten.
Nach der Wende und friedlichen Revolution in der DDR publizierte Sassning auf der Grundlage bis dahin unveröffentlichter Quellen neue Erkenntnisse zur Verhaftung Thälmanns, mit denen er die Darstellung der SED korrigierte. Nach seiner Darstellung wurde Thälmann Opfer konspirativen Leichtsinns. Die KPD-Führung sei nur unzureichend auf den Übergang in die Illegalität vorbereitet gewesen, während das parteieigene Sicherheitssystem versagt habe. Neben dem von der SED als alleinigem „Thälmann-Verräter“ festgeschriebenen Vereinskassierer Hermann Hilliges habe es weitere Mitwisser gegeben, darunter Alfred Kattner und Herbert Wehner. Sassning führte außerdem aus, dass die DDR-Staatssicherheit bei der Geschichtsschreibung der SED entscheidend eingegriffen und versucht habe, wichtige Dokumente der Veröffentlichung vorzuenthalten.
Im Jahre 2000 resümierte Sassning:

„Der unverkennbare Widerspruch zwischen dem Anspruch der SED- und DDR-Führung auf die angebliche Erfüllung des Vermächtnisses Ernst Thälmanns einerseits und den sich verschlechternden Zuständen in der DDR andererseits verschärfte sich in den achtziger Jahren zusehends. Hatte anfangs das Leitbild vom unermüdlichen Volkstribunen gegen Imperialismus, Faschismus und Krieg sowie für eine bessere sozialistische Zukunft des Volkes durchaus noch Anklang gefunden, so wirkten im Laufe der Zeit die Rituale einer heroisierenden Vergangenheit eher ermüdend. Aber die gesellschaftlichen Probleme sollten eben durch den Geschichtsenthusiasmus der vermeintlichen Sieger überspielt werden. Unter diesen Umständen erschienen historische Tatsachen, die das Wunschbild Thälmanns befleckt hätten, als noch mehr belastend wie schon zuvor und waren vollends unerwünscht. Es blieb bis zum Ende alles beim alten.“

## Schriften
- Die Jenaer Osterkonferenz 1916 und ihre aktuellen Lehren. Materialien und Dokumente zum 50. Jahrestag. Bezirkskomm.zur Erforschung d Geschichte d. örtl. Arbeiterbewegung., Gera 1967.
- Kämpfer gegen den Faschismus, Vorbilder der Jugend., Gera 1976.
- Rudolf Scheffel. SED-Kreisleitung, Gera 1976.
- Ernst Thälmann und wir. Die historischen Leistungen Ernst Thälmanns – Vermächtnis der SED bei der weiteren Gestaltung der entwickelten sozialistischen Gesellschaft in der DDR und für die Erhaltung des Weltfriedens. Parteihochsch. „Karl Marx“ beim ZK d. SED, Publikationsabt, Berlin 1986.
- (Hrsg.): Ernst Thälmann über den Kampf um den Frieden. Eine Dokumentation (Ausw.). Berlin, Parteihochschule „Karl Marx“ 1988.
- (Hrsg.): Zur NS-Haftzeit Ernst Thälmanns. Legenden und Wirklichkeit. Helle Panke, Berlin 1997.
- (Hrsg.): Die Verhaftung Ernst Thälmanns und der "Fall Kattner". Hintergründe, Verlauf, Folgen. Helle Panke, Berlin 1998.
- Geschichte im Visier des MfS der DDR. Wie SED-Führung, Staatssicherheit und Historiker mit den Schicksalen von Thälmann, Kattner und Wehner umgingen. Gesellschaftswiss. Forum, Berlin 2000.
- Blutspuren des 20. Juli 1944. Die Ermordung Ernst Thälmanns und ihre Hintergründe. Jenaer Forum für Bildung u. Wissenschaft, Jena 2004, ISBN 3935850247.
- Rückblicke auf Ernst Thälmann. Der Umgang mit dem KPD-Führer im Widerstreit der Meinungen., Jena 2006, ISBN 3935850387.